# Musée archéologique de Kilkis
Le Musée archéologique de Kilkís est situé à Kilkis, en Macédoine centrale. Il a été inauguré en 1972 pour présenter les objets issus de fouilles effectuées dans la région.

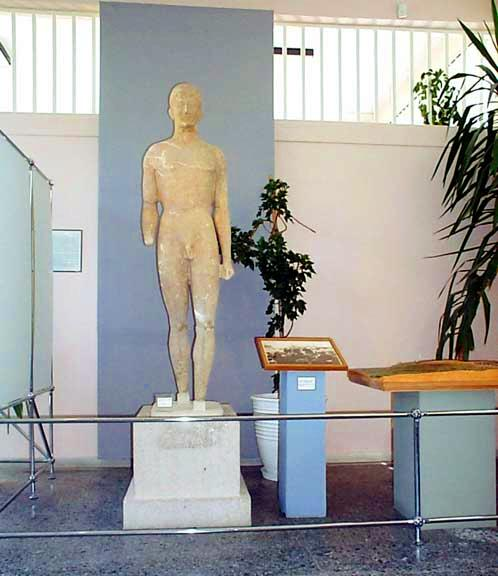
Le kouros d'Europos, VIe siècle av. J.-C.
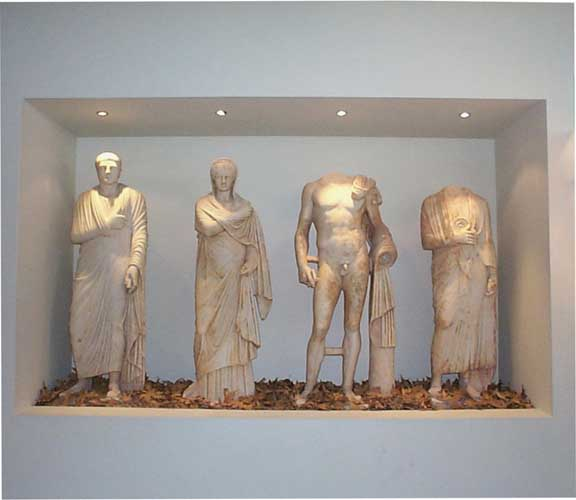
Hérôon de Palatiano, IIe siècle

## Sources
- La version originale  de cet article est édité  sur museumsofmacedonia sur le site  Museums of Macedonia par Vlasis Vlasidis sous la licence published, CC-BY-SA-3.0.